# John Butler Yeats
Pour les articles homonymes, voir Yeats.
John Butler Yeats est un peintre irlandais né dans le comté de Down le 16 mars 1839 et mort le 3 février 1922 à New York. Il est le père du poète William Butler Yeats, de la brodeuse Lily Yeats, de l'éditrice et critique d'art Elizabeth Yeats et du peintre Jack Butler Yeats.
Il est surtout connu pour le portrait de son fils William. Son portrait de John O'Leary (1904) est considéré comme son chef-d'œuvre. À l’âge de 69 ans, il s’établit à New York avec des membres de la Ash Can School.

## Galerie photographique

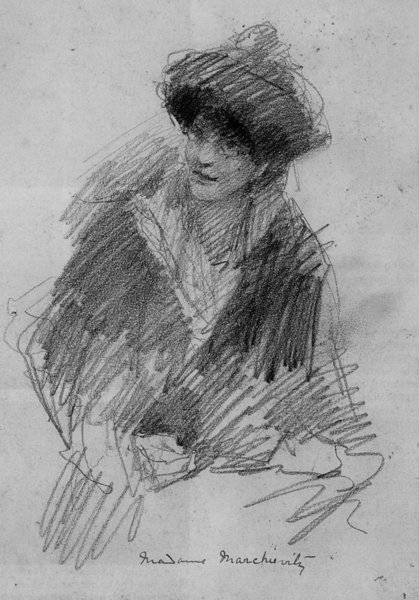
Portrait de la comtesse Constance Markievicz, nationaliste et féministe irlandaise
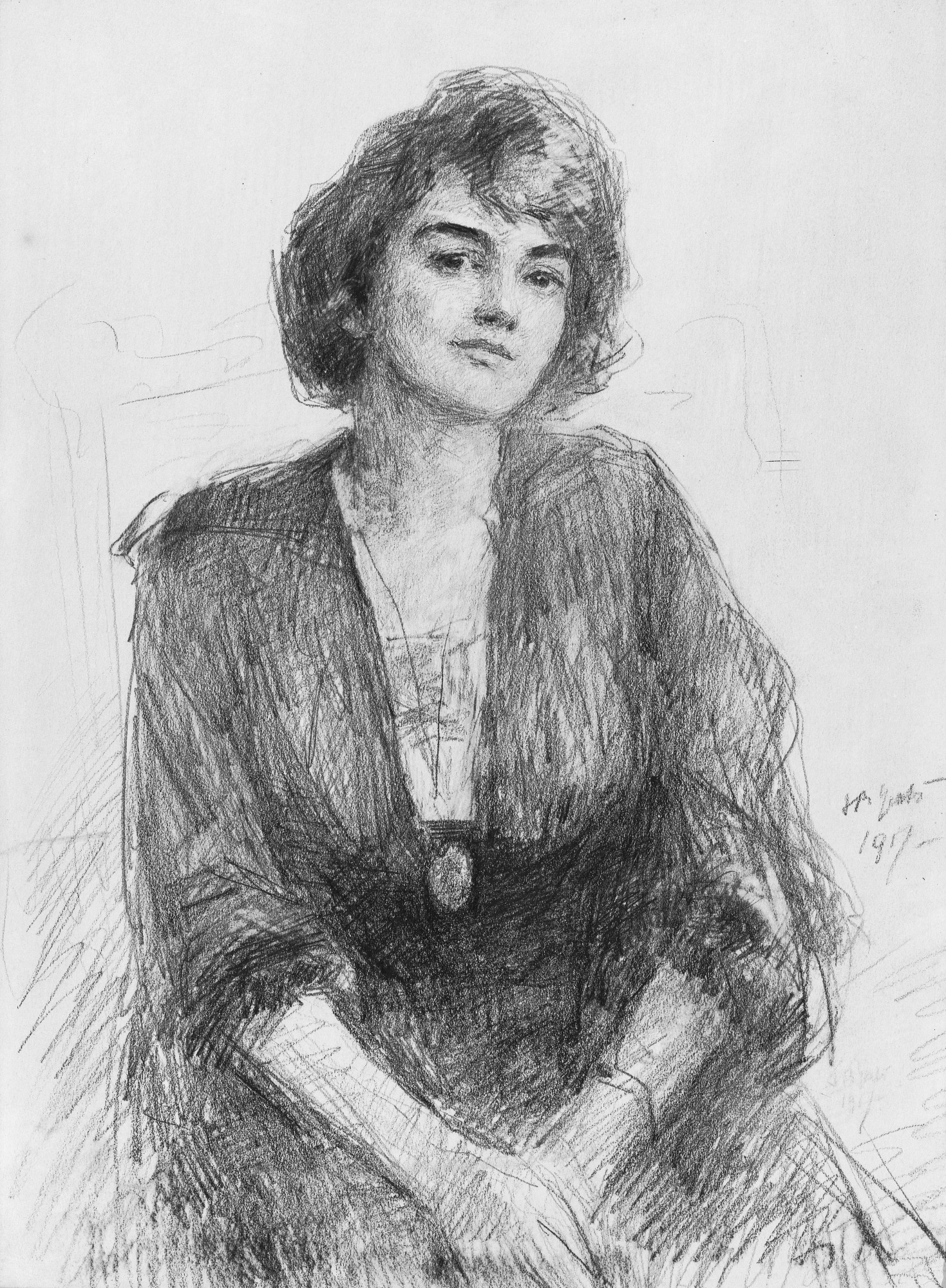
Jeanne Robert Foster